# Ann Crumb
Elizabeth Ann Crumb (Charleston, Nyugat-Virginia, 1950. május 25. – Media, Pennsylvania, 2019. október 31.) amerikai színésznő, énekesnő.

## Családja
Apja George Crumb (1929), testvére David Crumb (1962) zeneszerzők.

## Broadway-szerepei
- Nyomorultak (Les Misérables) (1987–2003)
- Sakk (Chess) (1988)
- Aspects of Love (1990–1991, Rose Vibert)
- Anna Karenina (1992, Anna Karenina)

## Filmjei
- Aspects of Love (1993, tv-film)
- Esküdt ellenségek (Law & Order) (1994, tv-sorozat, egy epizódban)
- Esküdt ellenségek: Bűnös szándék (Law & Order: Criminal Intent) (2003, tv-sorozat, egy epizódban)

## További információ
- Ann Crumb az Internet Movie Database-ben (angolul)
- Ann Crumb a Rotten Tomatoeson (angolul)
- Ann Crumb az Internet Broadway Database honlapján